# Madjid Ghoumarassi
Madjid Ghoumarassi (* unbekannt) ist ein ehemaliger algerischer Radrennfahrer und nationaler Meister im Radsport.

## Sportliche Laufbahn
1985 wurde er Dritter in der nationalen Meisterschaft im Straßenrennen hinter dem Sieger Salim Belksir. 1987 wurde er dann algerischer Meister vor Mohamed Mir.
Bei den Afrikaspielen 1987 wurde er Zweiter im Straßenrennen hinter seinem Mannschaftskameraden Irbeh Sebti Benzine, der das Rennen gewann. 1989 war er Teilnehmer der UCI-Straßen-Weltmeisterschaften.